# Shahrestān di Kermanshah
Lo shahrestān di Kermanshah (farsi شهرستان کرمانشاه) è uno dei 14 shahrestān della provincia di Kermanshah, il capoluogo è Kermanshah ed è suddiviso in 4 circoscrizioni (bakhsh): 
- Centrale (بخش مرکزی)
- Firuzabad (بخش فیروزآباد)
- Mahidasht (بخش ماهیدشت)
- Kuzaran (بخش کوزران), con la città di Kuzaran.